# Festival Internacional de Cinema de Berlín
El Festival Internacional de Cinema de Berlín o Berlinale és un prestigiós festival de cinema internacional que se celebra anualment durant el mes de febrer al Berlinale Palast, a la ciutat alemanya de Berlín.
Els principals premis són l'Os d'Or i el Gran Premi del Jurat. Altres Ossos de Plata que el jurat del festival entrega són per a la Millor direcció, millor interpretació femenina i millor interpretació masculina.
La Berlinale és un festival de categoria "A" segons la Federació Internacional d'Associacions de Productors Cinematogràfics (FIAPF), com els festivals de Canes, Venècia o Sant Sebastià, entre d'altres.
Des del 2019, Mariette Rissenbeek és la directora executiva del festival, mentre que Carlo Chatrian és el director artístic.

## Història
Durant l'apogeu de la Guerra Freda, el 1950, Oscar Martay, oficial de cinema del Servei d'Informació de l'Alt Comissionat Americà per a Alemanya destinat a Berlín, va proposar la idea d'organitzar un festival de cinema a Berlín. La proposta es va sotmetre a un comitè que incloïa membres del Senat de Berlín i persones de la indústria cinematogràfica alemanya el 9 d'octubre de 1950. Gràcies als seus esforços i a la seva influència, es va convèncer l'administració militar nord-americana perquè ajudés i concedís préstecs per als primers anys del Festival Internacional de Cinema de Berlín, que va començar el juny de 1951 amb l'historiador cinematogràfic Dr. Alfred Bauer va ser el seu primer director, càrrec que ocuparia fins a 1976. Rebeca, d'Alfred Hitchcock, va inaugurar el primer festival al Titiana-Palast de Steglitz el 6 de juny de 1951. El primer festival es va celebrar del 6 al 17 de juny i la Waldbühne va ser una altra de les seus del festival.
Els guanyadors dels primers premis el 1951 van ser determinats per un jurat d'Alemanya Occidental, i van haver-hi cinc guanyadors de l'Ós d'Or, dividits per categories i gèneres. La Ventafocs, que va guanyar l'Ós d'Or per a una pel·lícula musical, també va guanyar el premi del públic. La FIAPF (Fédération Internationale des Associations de Producteurs de Films) va prohibir la concessió de premis del jurat al festival, per la qual cosa, entre 1952 i 1955, els guanyadors de l'Ós d'Or van ser determinats pels membres del públic. El 1956, la FIAPF va acreditar formalment el festival i, des de llavors, l'Ós d'Or és concedit per un jurat internacional.
Durant la Guerra Freda, una selecció de pel·lícules es va projectar també a Berlín Oriental.
La 20a edició del festival, celebrada el 1970, va ser interrompuda i no es van lliurar els premis després de la polèmica suscitada per la projecció de la pel·lícula O.K., de Michael Verhoeven. A l'any següent, el festival es va reformar i es va crear un nou Fòrum Internacional del Nou Cinema.
A Bauer li va succeir el periodista cinematogràfic Wolf Donner el 1976, qui va donar més prioritat a les pel·lícules alemanyes. Després de la seva primera Berlinale el juny de 1977, va negociar amb èxit el canvi del festival de juny a febrer (del 22 de febrer al 5 de març de 1978), canvi que s'ha mantingut des de llavors. En aquest festival, la 28a edició, el jurat va concedir l'Ós d'Or a Espanya per la seva contribució al festival i no pas a una pel·lícula concreta. Les tres pel·lícules espanyoles que es van projectar al festival i el van guanyar van ser el curtmetratge Ascensor, dirigit per Tomás Muñoz, i els llargmetratges Las palabras de Max, d'Emilio Martínez Lázaro, i Las truchas, de José Luis García Sánchez. El festival de 1978 també es va posar en marxa el Mercat del Cinema Europeu.
Després de només tres anys en el càrrec, Donner va ser succeït per Moritz de Hadeln, que va ocupar el lloc des de 1980 fins que el director Dieter Kosslick va prendre el relleu el 2001.
L'any 2000, el Theater am Potsdamer Platz, conegut com a Berlinale Palast durant el festival, es va convertir a la seu principal del mateix. Des de 2009, també s'utilitza el Friedrichstadt-Palast.
El juny del 2018 es va anunciar que Mariette Rissenbeek seria la nova directora executiva amb el director artístic Carlo Chatrian. Van assumir els seus càrrecs després de l'última edició de Kosslick el 2019. Rissenbeek es va convertir en la primera dona a dirigir la Berlinale.
El 2015 es va introduir una nova secció de Sèries, dedicada a les sèries de televisió de llarga durada.
El març de 2021 es va celebrar una edició escurçada del 71è festival a causa de la pandèmia de COVID-19.

## Categories principals
- Os d'Or a la millor pel·lículaOs de Plata
- Ossos de Plata:
  - Os de Plata a la millor direcció
  - Os de Plata a la millor interpretació masculina
  - Os de Plata a la millor interpretació femenina
  - Os de Plata al millor guió
  - Gran Premi del Jurat
  - Càmera Berlinale
- Os d'Or honorífic